# Maison de Liedekerke
 (octobre 2008).
Si vous disposez d'ouvrages ou d'articles de référence ou si vous connaissez des sites web de qualité traitant du thème abordé ici, merci de compléter l'article en donnant les références utiles à sa vérifiabilité et en les liant à la section « Notes et références ».
Pour les articles homonymes, voir Liedekerke (homonymie).
Cet article possède un paronyme, voir de Liedekerke-Beaufort.
La Maison de Liedekerke ou Maison de Gavere et de Liedekerke, est une famille comtale de la noblesse belge. Les derniers cadets issus de Rasse de Herzele, mentionné dans un acte de 1301, et auteurs des Liedekerke actuels, reçurent le titre de comte en 1816 de Guillaume Ier .

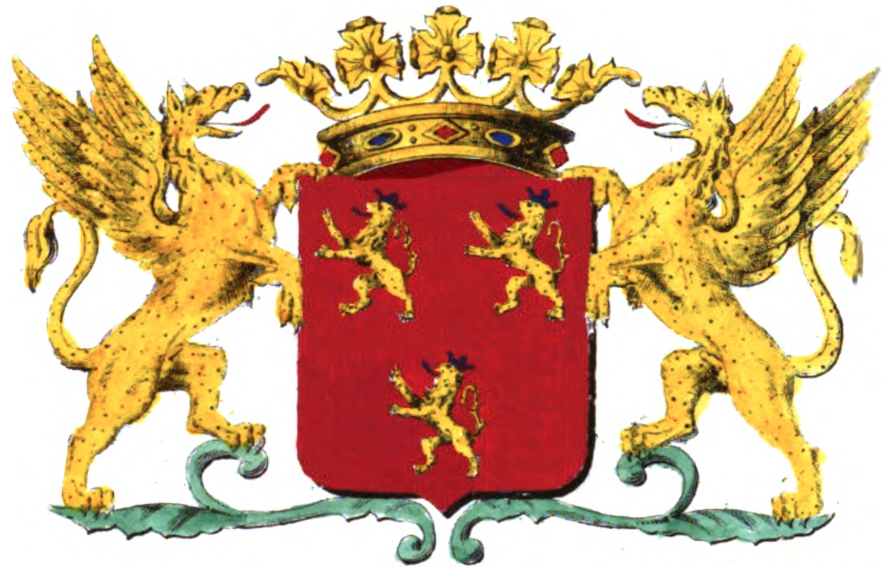
Armoiries

## Membres

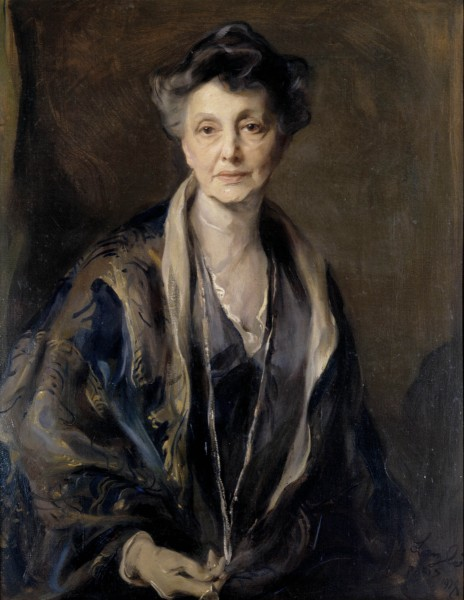
Comtesse Félicité de Liedekerke

- Anne de Liedekerke (1564-1619), mariée en 1589 avec Georges Basta, général des armées du Saint-Empire romain, comte d'Hust et du Saint Empire (1544-1607)[1].
- Hilarion de Liedekerke-Beaufort (1762-1841), militaire et homme politique
- Charles Alexandre de Liedekerke-Beaufort (1764-1848), homme politique
- Auguste de Liedekerke-Beaufort (1816-1890), ambassadeur
- Hadelin de Liedekerke-Beaufort (1816-1890), homme politique
- Pierre de Liedekerke de Pailhe (1869-1943), homme politique
- Philippe de Liedekerke (1915-1997), résistant, agent de la Sûreté de l'État et diplomate.
- Jacques de Liedekerke (1928-2022), avocat, bailli et ancien grand chancelier de l'ordre souverain militaire et hospitalier de Saint-Jean de Jérusalem, de Rhodes et de Malte (entre 2001 et 2004)[2].
- Rasse-Arnould de Liedekerke-Beaufort (1950-2003), écrivain et journaliste, directeur littéraire du Figaro magazine, auteur de Talon rouge, essai sur Barbey d'Aurevilly.
- Alain de Liedekerke de Pailhe Merillon (1927), bourgmestre de Pailhe, époux d'Anne de Liedekerke de Pailhe (1933-2017)
- Solange de Liedekerke (1932-2017), dame d'honneur du roi Baudouin et de la reine Fabiola[3].-

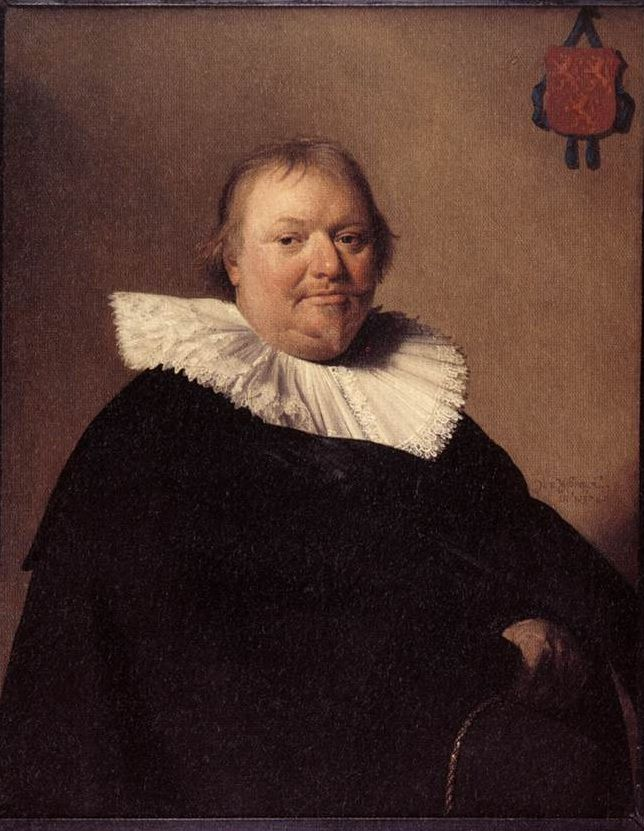
Anthonie Charles de Liedekerke

## Pour information
- Plusieurs membres de la famille Hannaert (comme Charles, chevalier de Redeghem, vicomte de Bruxelles (par achat en 1537) se désignaient comme « baron de Liedekerke »[4] à la suite d'héritages de la propriété de Liedekerke par son épouse Marguerite Vilain, vicomtesse de Lombeke, dame de Liedekerke et son fils Jean).
- La famille de Liedekerke qui habitait dans le Stanhope Hôtel Bruxelles jusqu'aux années 1960 était la famille de la comtesse de Liedekerke, dame de compagnie de la reine Fabiola.

## Propriétés

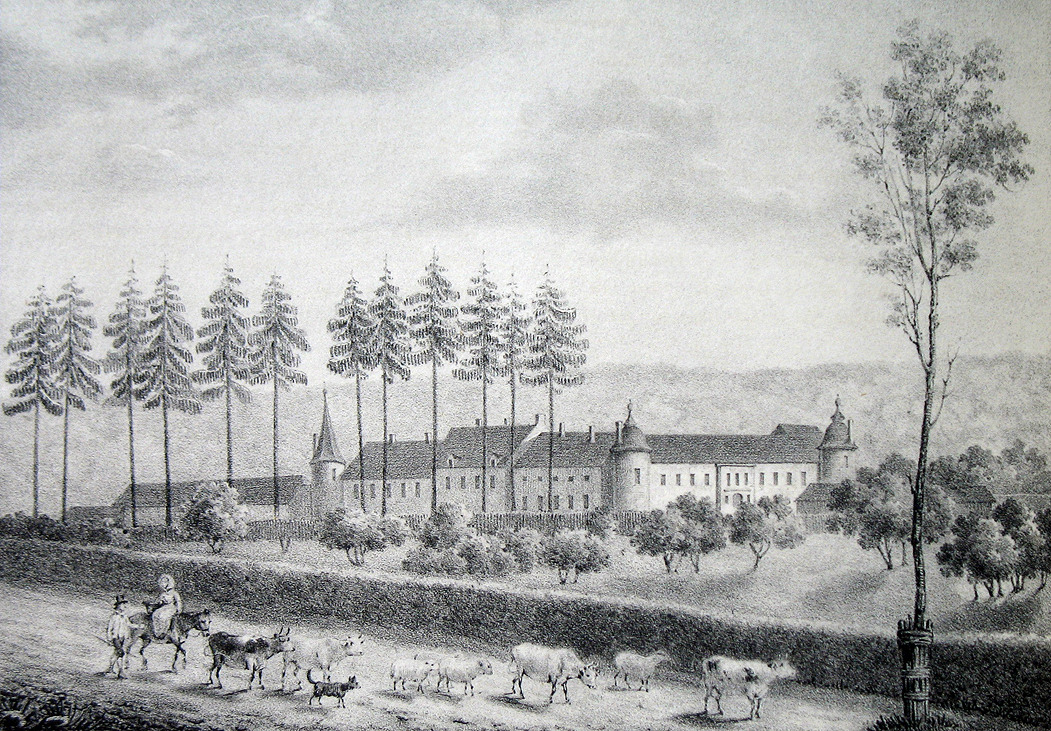
Château d'Arville
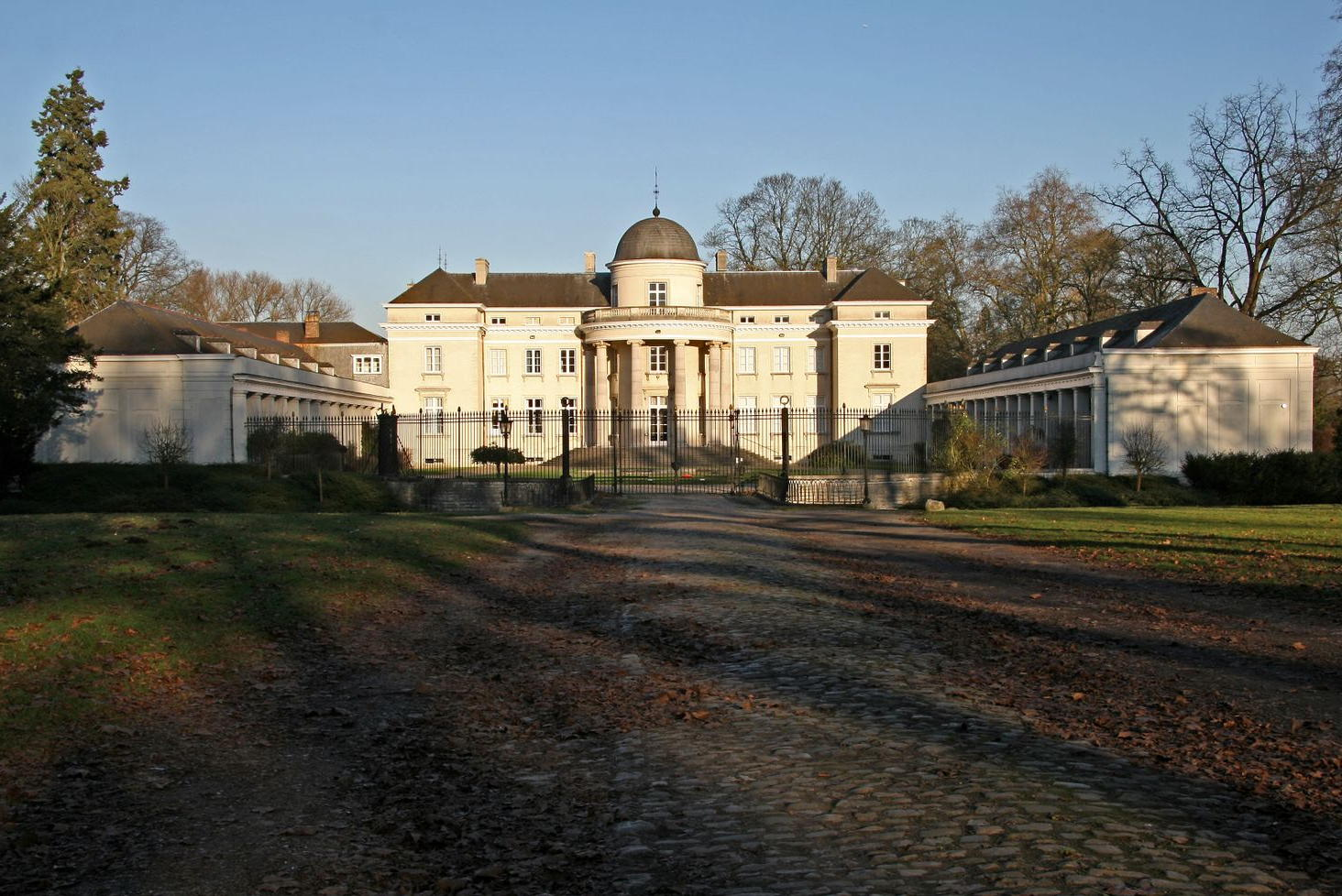
Château de Duras
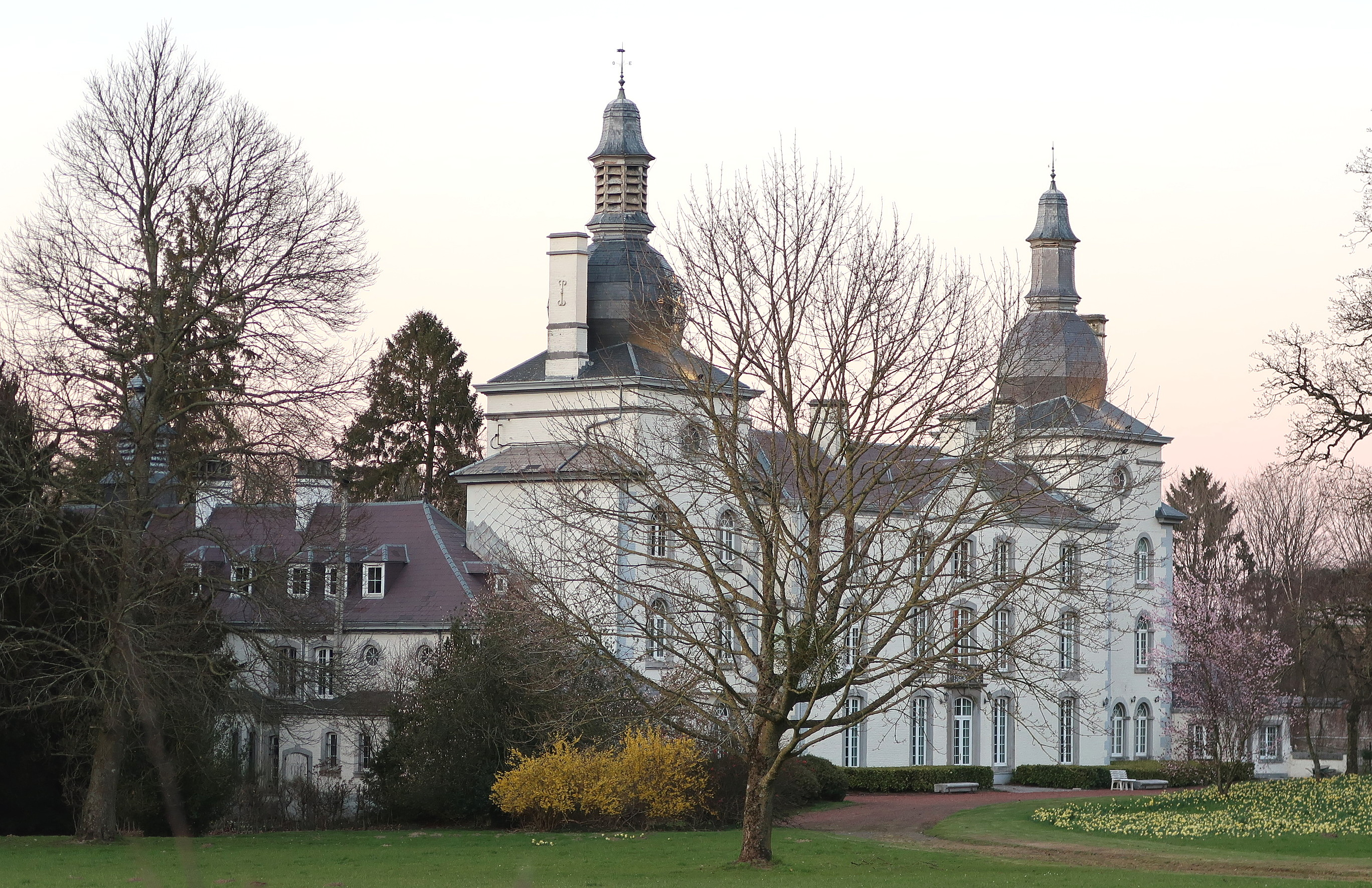
Château d'Oudoumont
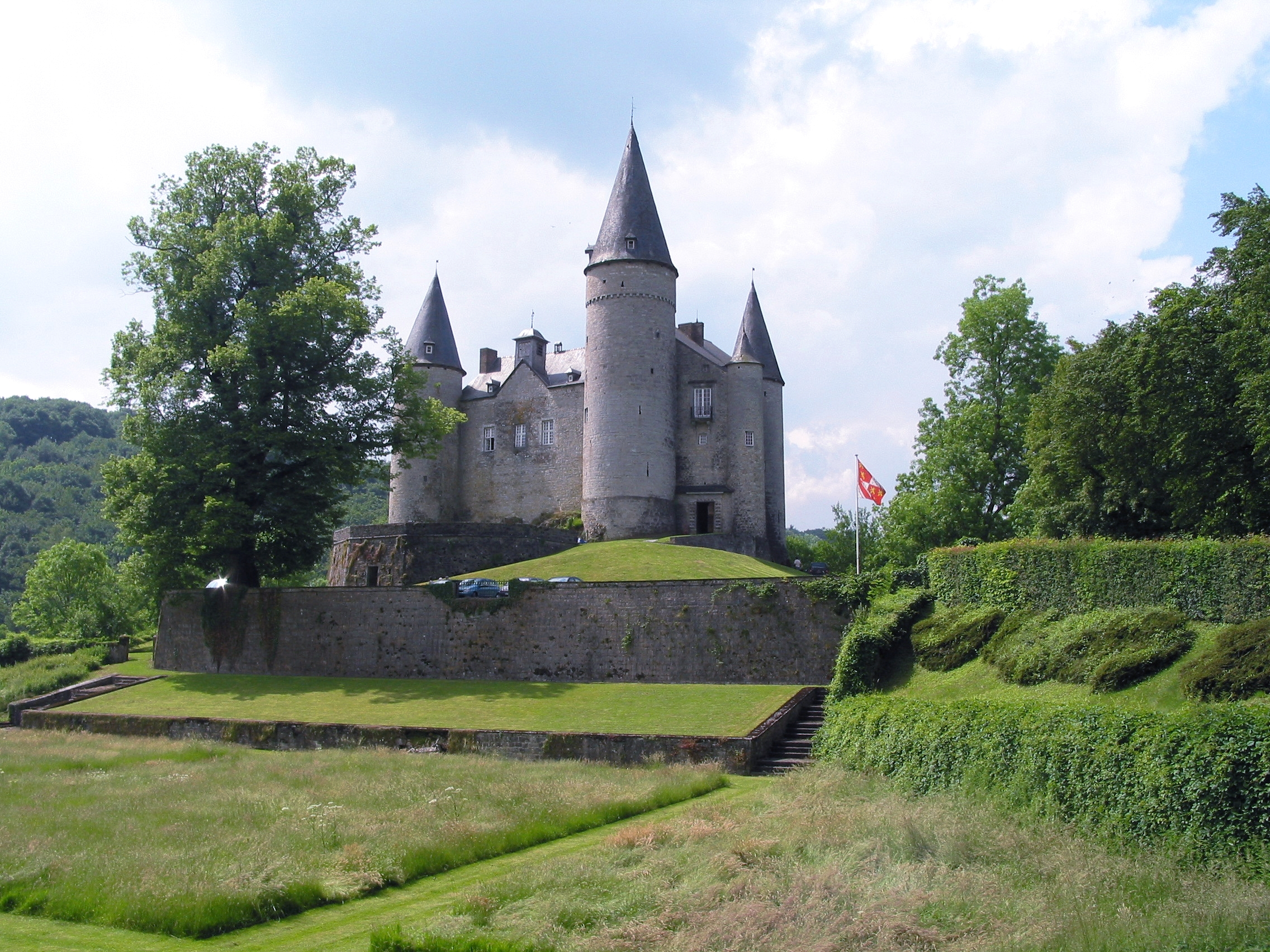
Château de Vêves
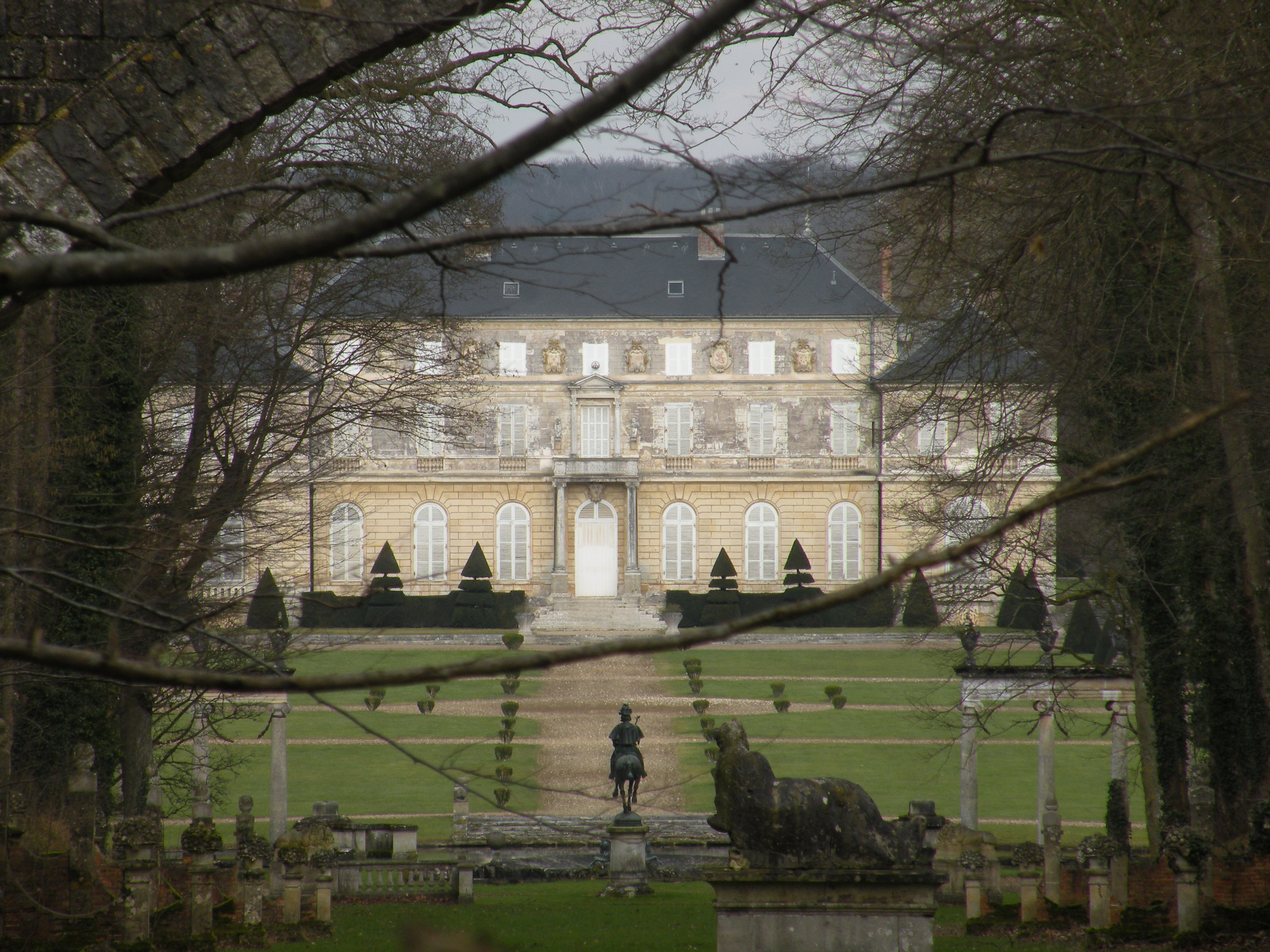
Château de Balincourt
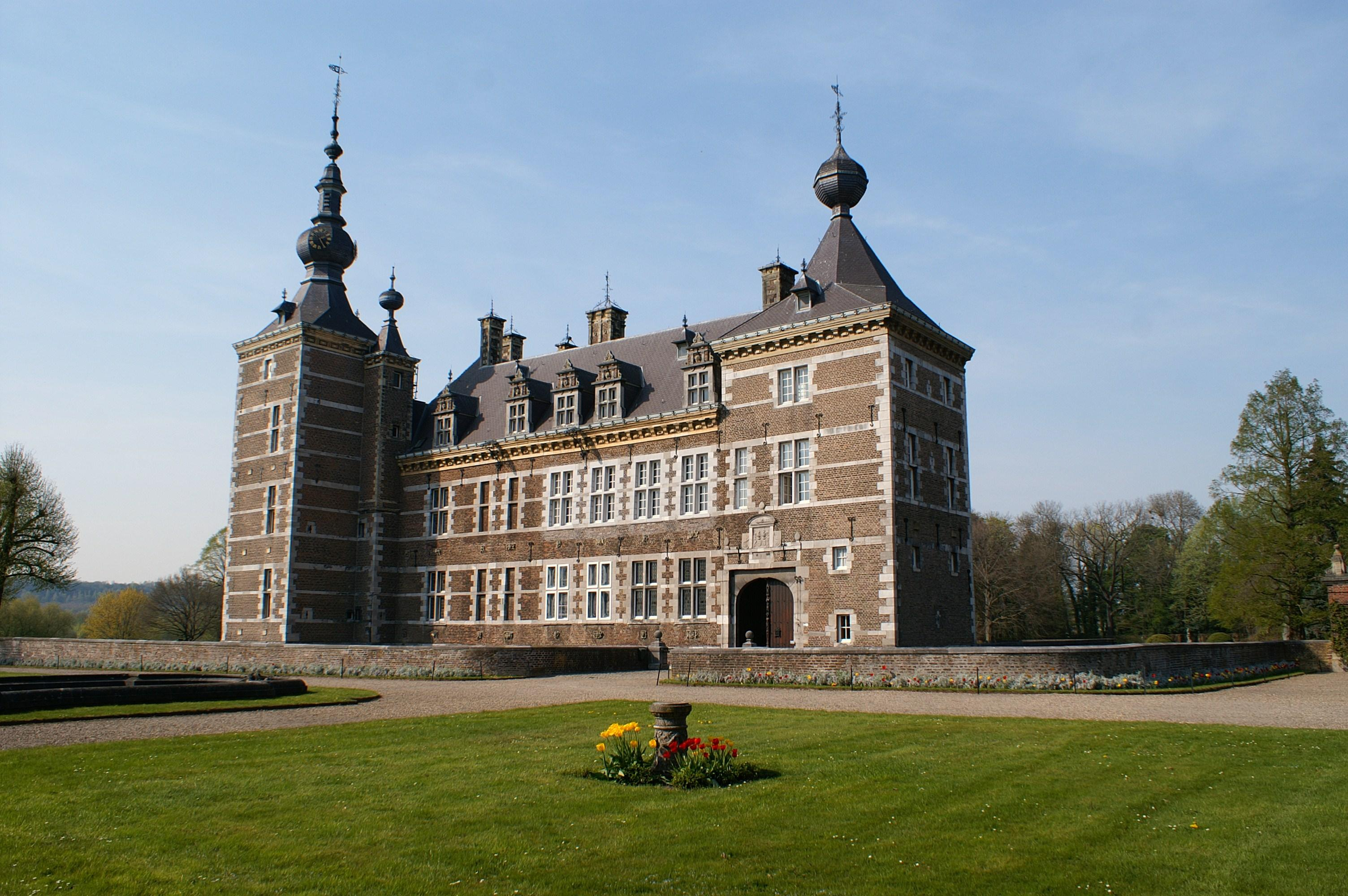
Château d'Eijsden

## Anoblissement

### Lettres patentes
- Madrid, 12 octobre 1627, roi Philippe IV d'Espagne: Érection en comté de la seigneurie de Mouscron et octroi de ce titre, transmissible par ordre de primogéniture à Ferdinand de Liedekerke, baron de Heule, ancien page à la cour de l'infante Isabelle d'Autriche à Bruxelles.

### Blason
| Blason | Blasonnement : De gueules, à trois lions d'or, armés, lampassés et couronnés d'azur.'' |

## Généalogie
- Maison de Gavre (1025) - éteinte
  - Maison de Liedekerke (1301) - subsistante
    - Maison de Liedekerke-Beaufort
    - Maison de Liedekerke de Pailhe